# El Ouinet
El Ouinet là một đô thị thuộc tỉnh Médéa, Algérie. Dân số thời điểm năm 2002 là 3.366 người.